# Araeoncus sicanus
Araeoncus sicanus es una especie de araña araneomorfa del género Araeoncus, familia Linyphiidae. La especie fue descrita científicamente por Brignoli en 1979.
Las patas de la hembra son amarillentas y la longitud de su cuerpo es de 1,9 milímetros. La especie se distribuye por Europa: Italia.